# 브라티슬라바 5구

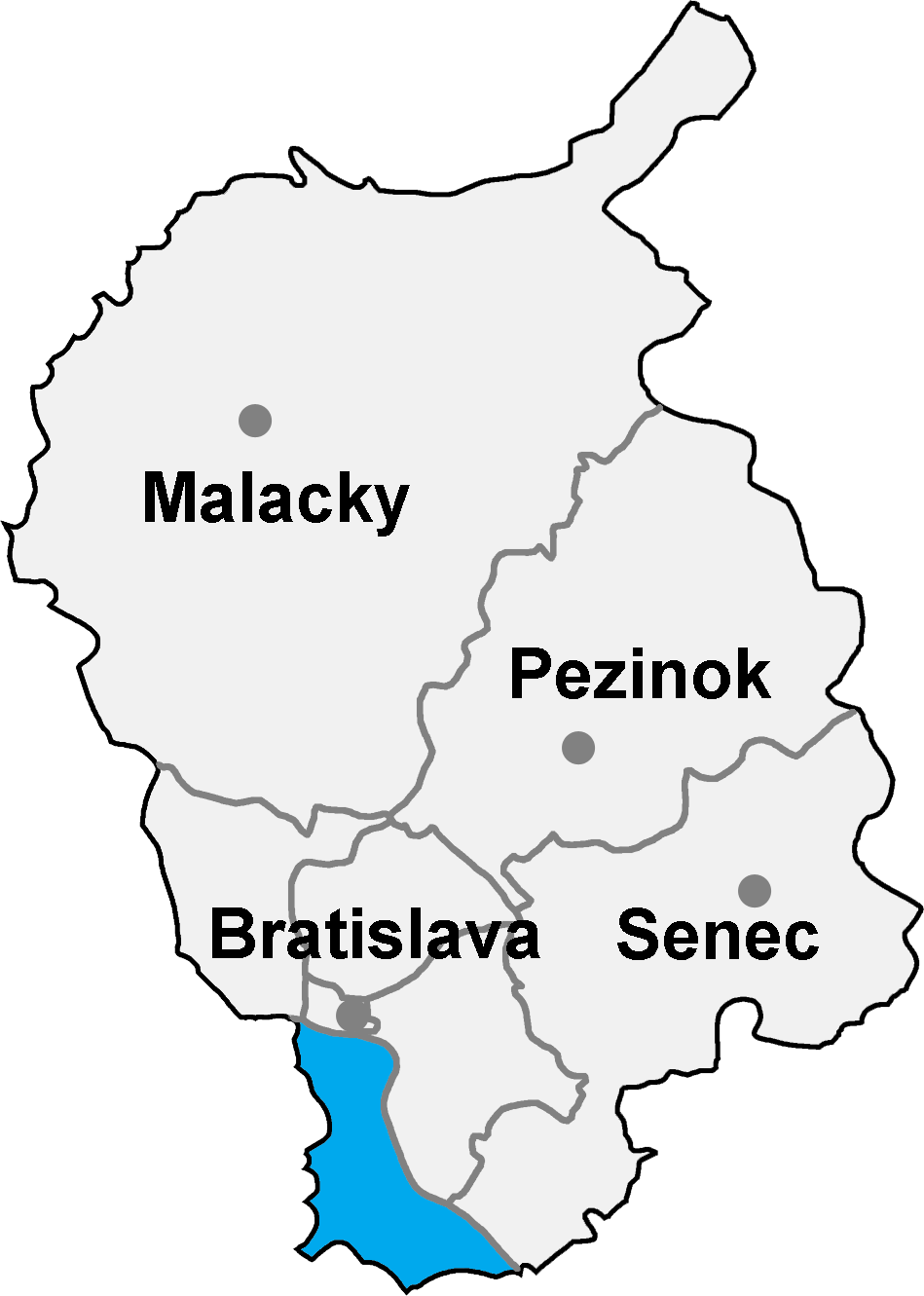
브라티슬라바 5구의 위치

브라티슬라바 5구(슬로바키아어: Okres Bratislava V)는 슬로바키아 브라티슬라바주를 구성하는 8개 구 가운데 하나로 면적은 94.2km2, 인구는 111,001명(2014년 기준), 인구 밀도는 1,178.35명/km2이다. 브라티슬라바에 속하는 4개 지방 자치체를 관할한다. 동쪽으로는 세네츠구, 브라티슬라바 2구, 북쪽으로는 브라티슬라바 1구, 브라티슬라바 4구와 접하며 서쪽으로는 오스트리아, 남쪽으로는 헝가리와 국경을 접한다.